# 珍妮特·布朗
珍妮特·布朗（英語：Janet Brown，1923年11月14日—2011年5月27日），苏格兰演员、喜劇演員、特型演员。在1970年代和1970年代由于表演首相玛格丽特·撒切尔而成名。
布朗的丈夫是彼得·巴特沃思，他們有两个孩子。